# Oberhofen AG
| AG ist das Kürzel für den Kanton Aargau in der Schweiz. Es wird verwendet, um Verwechslungen mit anderen Einträgen des Namens Oberhofen zu vermeiden. |

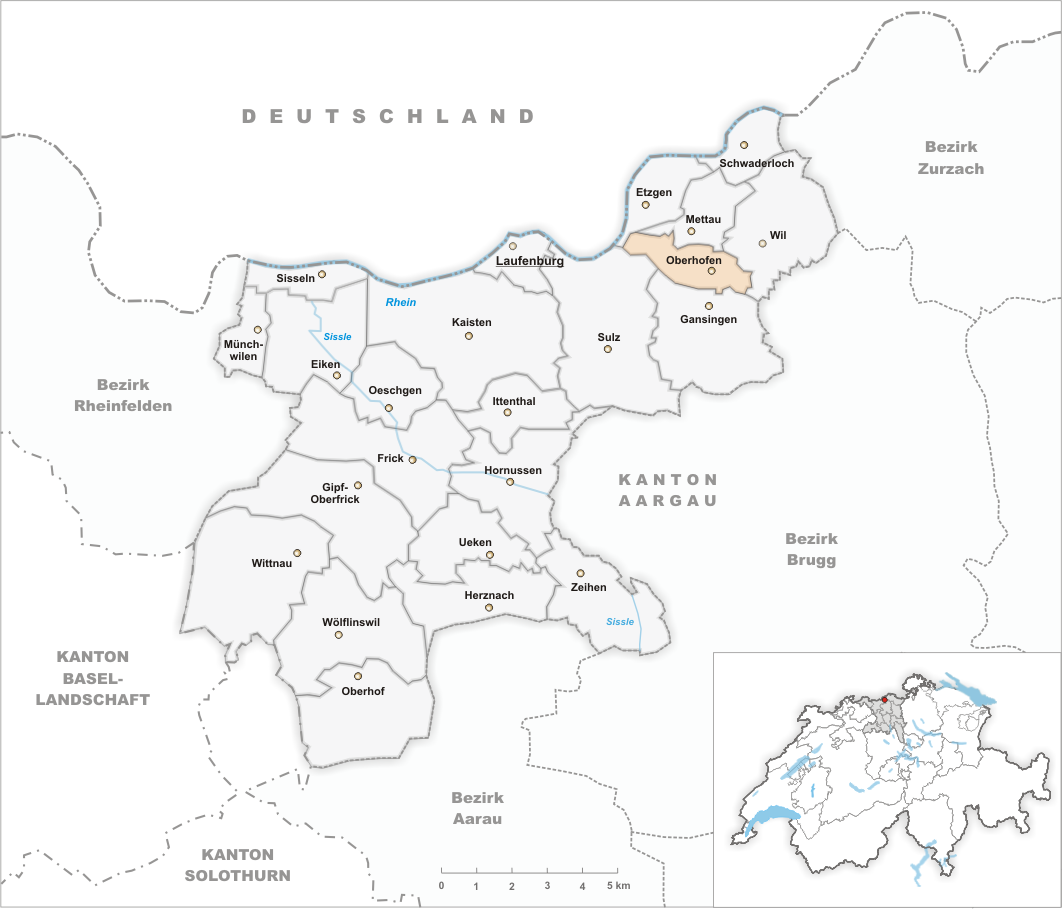
Gemeindestand vor der Fusion am 1. Januar 2010

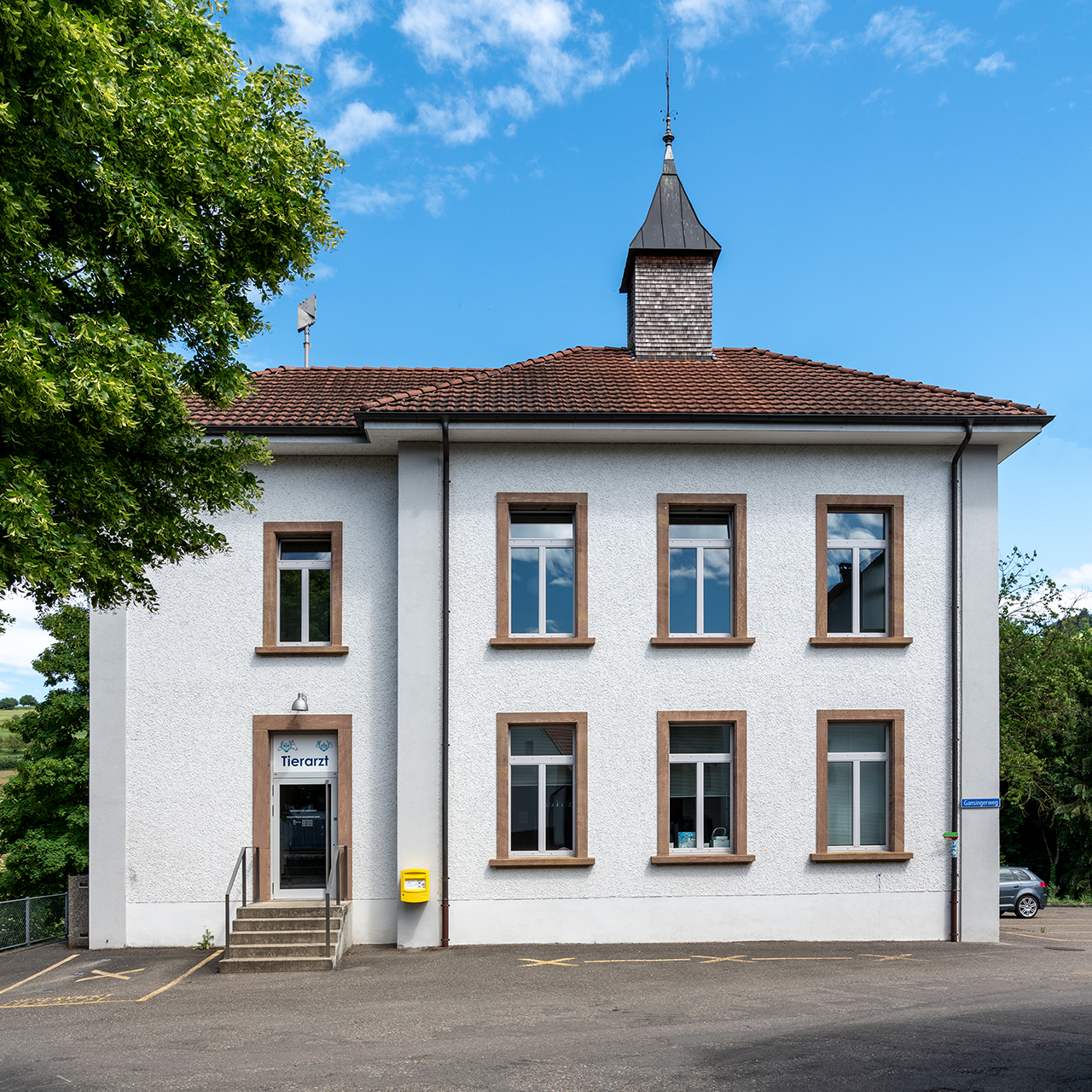
Altes Schulhaus in Oberhofen

Oberhofen (schweizerdeutsch: ˈɔbəɾˌhɔfə) ist ein Dorf im Schweizer Kanton Aargau. Es liegt im Nordosten der Region Fricktal. Bis Ende 2009 bildete Oberhofen eine eigenständige Einwohnergemeinde im Bezirk Laufenburg, seither ist es eines von fünf Dörfern in der neu entstandenen Gemeinde Mettauertal.

## Geographie
Das Dorf liegt inmitten des Tafeljuras im Tal des Mettauerbachs; dieser fliesst nördlich davon mit dem Etzgerbach zusammen, der nach zweieinhalb Kilometern in den Hochrhein mündet. Im Osten steigt das Gelände gleichmässig bis zur 485 Meter hohen Hasenmatt an. Westlich des Dorfes erhebt sich die Hochebene der Meiershalde (562 m ü. M.). Daran anschliessend fällt das Gelände steil zum kurzen Hofer-Seitental ab, das nahtlos in die Rütenen-Hochebene (bis 475 m ü. M.) übergeht. Ganz im Westen liegt der steile Abhang der Sandrütihalde, die Distanz zum Ufer des Rheins beträgt knapp zweihundert Meter.
Die Fläche des ehemaligen Gemeindegebiets betrug 312 Hektaren, davon waren 144 Hektaren bewaldet und 24 Hektaren überbaut. Die höchste Stelle des Gemeindegebiets lag auf 562 Metern auf der Hochebene der Meiershalde, die tiefste Stelle auf 345 Metern am Zusammenfluss von Mettauerbach und Etzgerbach. Nachbargemeinden waren Etzgen im Nordwesten, Mettau im Norden, Wil im Osten, Gansingen im Süden und Sulz im Südwesten.

## Geschichte
Oberhofen bestand bis zur zweiten Hälfte des 18. Jahrhunderts lediglich aus einzelnen Höfen, die auf gerodetem Land errichtet worden waren. Diese Höfe gehörten zum Gerichtskreis Mettau, einem Teil der vorderösterreichischen Kameralherrschaft Laufenburg. Erst um 1800 entstand das eigentliche Dorf, als von den Nachbardörfern aus Umsiedlungen erfolgten. Die Ortsnamensform Oberhoffen wird erstmals 1705 erwähnt, im Sinne von «bei den oberen Gehöften».
1797 wurde das Fricktal nach dem Frieden von Campo Formio ein französisches Protektorat. Während des Zweiten Koalitionskrieges verlief hier die Frontlinie zwischen den Armeen Frankreichs und Österreichs. Am 20. Februar 1802 wurde der Kanton Fricktal gegründet, der sich im August der Helvetischen Republik anschloss; damit war Oberhofen schweizerisch geworden. Das Dorf bildete zusammen mit Etzgen und Wil einen Teil der Gemeinde Mettau im Distrikt Laufenburg. Seit dem 19. März 1803 gehört Oberhofen zum Kanton Aargau.
1832 löste sich Oberhofen von Mettau, und die Bewohner gründeten eine eigenständige Gemeinde. Neben der Landwirtschaft brachten auch eine Gipsgrube und ein Steinsägewerk Verdienstmöglichkeiten. Im Gegensatz zu den übrigen Gemeinden im Mettauertal stieg die Bevölkerungszahl bis 1950 ständig an. Doch dann nahm sie innerhalb von zwanzig Jahren um einen Fünftel ab, da viele Bauern ihre Höfe aufgaben und wegzogen. Mit dem Wandel zu einer Wohngemeinde nahm die Bevölkerungszahl bis heute wieder um fast einen Drittel zu.
Am 20. März 2008 beschloss die Gemeindeversammlung die Fusion von Oberhofen mit Etzgen, Hottwil, Mettau und Wil zur Gemeinde Mettauertal. Die Urnenabstimmung am 1. Juni 2008 fiel ebenfalls zugunsten einer Fusion aus. Der Zusammenschluss erfolgte am 1. Januar 2010.

## Wappen
Die Blasonierung des ehemaligen Gemeinde- und heutigen Dorfwappens lautet: «In Gelb schwarze Spitzhacke, belegt mit zwei gekreuzten schwarzen Handfäusteln.» Bis 1953 besass die Gemeinde kein eigenes Wappen, Die Werkzeuge weisen auf den Abbau von Sandstein hin, der für den Bau von Öfen verwendet wurde.

## Bevölkerung
Bevölkerungsentwicklung:
| Jahr      | 1850 | 1900 | 1930 | 1950 | 1960 | 1970 | 1980 | 1990 | 2000 |
| Einwohner | 297  | 182  | 199  | 260  | 222  | 212  | 262  | 296  | 307  |

Am 31. Dezember 2008 lebten 277 Menschen in Oberhofen, der Ausländeranteil betrug 7,9 %. Bei der Volkszählung 2000 waren 68,6 % römisch-katholisch, 17,1 % reformiert und 4,3 % muslimisch. 97,4 % bezeichneten Deutsch als ihre Hauptsprache.

## Verkehr
Oberhofen liegt an der Kantonsstrasse 277, die im Rheintal bei Etzgen beginnt und über den Bürersteig in Richtung Brugg führt. Die Anbindung an das Netz des öffentlichen Verkehrs erfolgt durch eine Postautolinie zwischen den Bahnhöfen Laufenburg und Brugg.